# Marcelo Neri
Marcelo Cortês Neri (Rio de Janeiro, 27 de março de 1963) é um economista brasileiro. Foi presidente do Instituto de Pesquisa Econômica Aplicada (IPEA) de setembro de 2012 até maio de 2014 e foi ministro-chefe da Secretaria de Assuntos Estratégicos da Presidência da República de 22 de março de 2013 a 5 de fevereiro de 2015.

## Secretaria de Assuntos Estratégicos
Em 31 de dezembro de 2014 seu nome foi confirmado como um dos ministros que continuam na pasta no Governo Dilma Rousseff para o segundo mandato. Foi substituído pelo primeiro titular da pasta, Roberto Mangabeira Unger, em 5 de fevereiro de 2015.